# Llista de batlles de Santa Coloma de Queralt
A continuació es mostra la llista de batlles contemporanis de Santa Coloma de Queralt des dels principis llibres d'actes conservats (1855) fins a l'actualitat.

## Llistat

### Isabel II d'Espanya (1843-68)[1][2]
| Alcalde                 | Inici del mandat       | Final del mandat        |
| ----------------------- | ---------------------- | ----------------------- |
| Pelegrí Cortadellas     | 1855                   | 1856                    |
| Josep Domenjó           | 1857                   | 1858                    |
| Pere Roset              | 10 de gener del 1859   | 25 de febrer del 1861   |
| Magí Morera             | 25 de febrer del 1861  | 18 de desembre del 1862 |
| Marià Lamich            | 18 desembre de 1862    | 6 de desembre del 1864  |
| Josep Brufau Nialet     | 6 de desembre del 1864 | 3 de desembre del 1865  |
| Joan Segura             | 3 de desembre del 1865 | 2 de febrer del 1867    |
| Francesc Martí Fàbregas | 5 de febrer del 1867   | 27 de setembre del 1868 |

### Sexenni Democràtic (1868-1874)[1]
| Alcalde                 | Inici del mandat        | Final del mandat        |
| ----------------------- | ----------------------- | ----------------------- |
| Francesc Martí Fàbregas | 27 de setembre del 1868 | 1 de gener de 1869      |
| Josep Brufau Cluet      | 1 de gener del 1869     | 1 de febrer del 1872    |
| Joan Lamich Valls       | 1 de febrer del 1872    | 14 de març del 1872     |
| Antoni Roset Fàbregas   | 14 de març del 1872     | 4 de setembre del 1873  |
| Antoni Cortadellas      | 4 de setembre del 1873  | 17 d'octubre del 1873   |
| Josep Huguet            | 17 d'octubre del 1873   | 29 de desembre del 1874 |

### Restauració Borbònica (1874-1923)[1][3]
| Alcalde                     | Inici del mandat        | Final del mandat        |
| --------------------------- | ----------------------- | ----------------------- |
| Josep Huguet                | 29 de desembre del 1874 | 27 de desembre del 1875 |
| Antoni Miralles             | 27 de desembre del 1875 | 11 d'abril del 1877     |
| Ramon Pomés Miquel          | 11 d'abril del 1877     | 1 de juliol del 1879    |
| Josep Governa Massagué      | 1 de juliol del 1879    | 1 de juliol de 1881     |
| Joan Segura Huguet          | 1 de juliol del 1881    | 1 de juliol del 1883    |
| Ramon Roset Roset           | 1 de juliol del 1883    | 1 de juliol del 1884    |
| Bonaventura Mulet Salvadó   | 1 de juliol del 1884    | 30 d'agost del 1885     |
| Joaquim Brufau (accidental) | 30 d'agost del 1885     | 7 de març del 1886      |
| Bonaventura Mulet Salvadó   | 7 de març del 1886      | 1 de juliol del 1887    |
| Antoni Miralles Gassó       | 1 de juliol del 1887    | 1889                    |
| Ramon Pomés                 | 1889                    | 1891                    |
| Josep Martí Mullerat        | 1891                    | 1893                    |
| Josep Governa               | 1893                    | 1 de gener del 1895     |
| Magí Domenjó Morera         | 1 de gener de 1895      | 28 de març del 1895     |
| Desconegut                  | 28 de març del 1895     | 4 d'abril del 1896      |
| Bonaventura Mulet Salvadó   | 4 d'abril del 1896      | 1 de juliol del 1897    |
| Magí Domenjó Morera         | 1 de juliol del 1897    | 1 de juliol del 1899    |
| Josep Governa Mullerat      | 1 de juliol del 1901    | 1 de gener del 1904     |
| Joaquim Brufau Morera       | 1 de gener del 1904     | 1 de gener del 1906     |
| Josep Massó Güell           | 1 de gener del 1906     | 1 de juliol del 1909    |
| Antoni Vives Maixencs       | 1 de juliol del 1909    | 12 de setembre del 1909 |
| Antoni Veciana Fabregat     | 12 de setembre del 1909 | 1 de gener del 1910     |
| Antoni Vives Maixenchs      | 1 de gener del 1910     | 1 de gener del 1914     |
| Fidel Castells Marimon      | 1 de gener del 1914     | 1 de gener del 1918     |
| Antoni Vives Maixenchs      | 1 de gener de 1918      | 28 de desembre del 1918 |
| Antoni Casajoanes           | 28 desembre del 1918    | 1 d'abril del 1920      |
| Antoni Vives Maixenchs      | 1 d'abril del 1920      | 1 d'abril del 1922      |
| Francesc Huguet Folch       | 1 d'abril del 1922      | 12 de setembre del 1923 |

### Dictadura de Primo de Rivera (1923-1931)[1][3]
| Alcalde               | Inici del mandat        | Final del mandat        |
| --------------------- | ----------------------- | ----------------------- |
| Francesc Huguet Folch | 12 de setembre del 1923 | 3 d'octubre del 1923    |
| Joan Castells Rosich  | 3 d'octubre del 1923    | 15 de setembre del 1927 |
| Albert Lavila Breu    | 15 de setembre del 1927 | 26 de febrer del 1930   |
| Francesc Huguet Folch | 26 de febrer del 1930   | 31 de març del 1931     |

### II República Espanyola (1931-1939)[1][3]
| Alcalde                            | Inici del mandat            | Final del mandat           |
| ---------------------------------- | --------------------------- | -------------------------- |
| Lluís Solà Padró                   | 15 d'abril del 1931         | 22 d'agost del 1934        |
| Joan Segura Cantarell (accidental) | 22 d'agost del 1934         | 14 de setembre del 1934    |
| Josep Talavera Cadens              | 14 de setembre del 1934     | 16 d'octubre del 1934      |
| Daniel Vallbona Sanou              | 16 d'octubre del 1934       | 18 de febrer del 1936      |
| Josep Talavera Cadens              | 18 de febrer del 1936       | 15 d'abril del 1936        |
| Joan Segura Cantarell              | 23 d'abril del 1936         | 16 d'octubre de 1936       |
| Jaume Ninot Serra                  | 16 d'octubre del 1936       | ?                          |
| Magí Clarassó Farré                | fl. gener del 1937          | fl. 25 de novembre de 1937 |
| Jaume Ninot Serra                  | fl. 25 de novembre del 1937 | 21 d'octubre del 1938      |
| Magí Clarasó Farré                 | 21 d'octubre del 1938       | 14 de gener del 1939       |

### Dictadura franquista (1939-1975)[1][4]
| Alcalde                             | Inici del mandat        | Final del mandat        |
| ----------------------------------- | ----------------------- | ----------------------- |
| Josep Domingo Rimbau                | 17 de gener del 1939    | 22 de novembre del 1939 |
| Joan Corsellas Prats (accidental)   | 22 de novembre del 1939 | 15 de desembre del 1939 |
| Daniel Vallbona Sanou               | 15 de desembre del 1939 | 19 d'abril del 1941     |
| Joaquim Lavila Domingo (accidental) | 19 d'abril del 1941     | 18 de gener del 1944    |
| Josep Martorell Bori (accidental)   | 19 de gener de 1944     | 2 de juliol del 1946    |
| Conrad Ferrer Pomés (accidental)    | 2 de juliol del 1946    | 23 de febrer del 1947   |
| Josep Roca Farré                    | 23 de febrer del 1947   | 15 de setembre del 1957 |
| Josep Mensa Badia (accidental)      | 15 de setembre del 1957 | 16 de novembre del 1957 |
| Josep Roca Farré                    | 16 de novembre del 1957 | 23 de desembre del 1962 |
| Pau Corbella Piqué (accidental)     | 23 de desembre del 1962 | 30 de setembre del 1963 |
| Josep Pomés Pont                    | 30 de setembre del 1963 | 17 d'octubre del 1966   |
| Josep Moix Franquesa                | 17 d'octubre del 1966   | 12 de novembre del 1972 |
| Isidre Trullols Salat (accidental)  | 12 de novembre del 1972 | 20 de febrer del 1973   |
| Joan Casas Abeyà                    | 20 de febrer del 1973   | 5 de juny del 1973      |
| Marià Canals Nadal                  | 5 de juny del 1973      | 3 d'abril del 1979      |

### Democràcia[1][4]
| Alcalde                        | Inici del mandat    | Final del mandat    |
| ------------------------------ | ------------------- | ------------------- |
| Marià Canals Nadal             | 3 d'abril del 1979  | 26 de maig del 1983 |
| Josep Maria Riba Satorras      | 26 de maig del 1983 | 14 de juny del 2003 |
| Nativitat Moncusí Vallbona     | 14 de juny del 2003 | 11 de juny del 2005 |
| Antoni Canosa Ribalta          | 11 de juny del 2005 | 16 de juny del 2007 |
| Ramon Borràs Ramon             | 16 de juny del 2007 | 13 de juny del 2015 |
| Magí Trullols Trull            | 13 de juny del 2015 | 15 de juny del 2019 |
| Ramon Mullerat Figueras        | 15 de juny del 2019 | 17 de juny del 2023 |
| Josep Jaume Corsellas Corbella | 17 de juny del 2023 |                     |